# Region Ennedi
Ennedi war eine Region des Tschad und wurde 2008 aus den Departments Ennedi Ouest und Ennedi Est der früheren Region Borkou-Ennedi-Tibesti gegründet. Ihre Hauptstadt war Fada. Die Region hatte etwa 174.000 Einwohner.
2012 wurde die Region in die Regionen, seit 2018 Provinzen Ennedi Est und Ennedi Ouest aufgespalten.

## Geographie
Ennedi lag im Nordosten des Landes. Im Osten grenzte die Region an den Sudan, im Norden an Libyen.
Die Region war in zwei Départements eingeteilt:
| Département | Hauptort   | Unterpräfekturen                               |
| ----------- | ---------- | ---------------------------------------------- |
| Ennedi      | Fada       | Fada, Gouro, Kalait, Ounianga, Nohi            |
| Wadi Hawar  | Am-Djarass | Am-Djarass, Bahaï, Bao Billiat, Kaoura, Mourdi |

## Sehenswürdigkeiten
Im Westen der Region lagen die Seen von Ounianga, im Südosten befand sich das Ennedi-Massiv mit dem Guelta d’Archei.

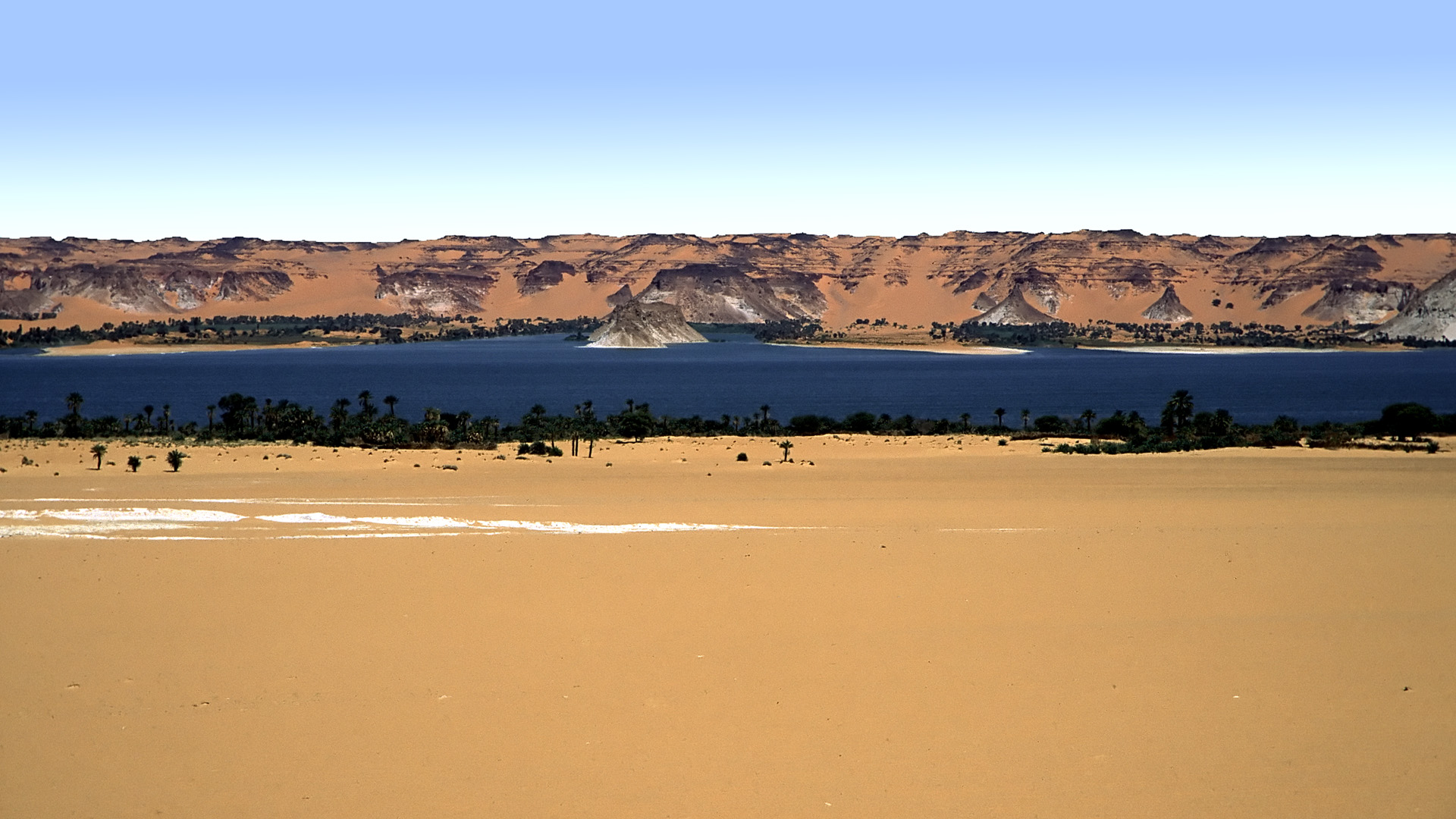
See im Ounianga Serir
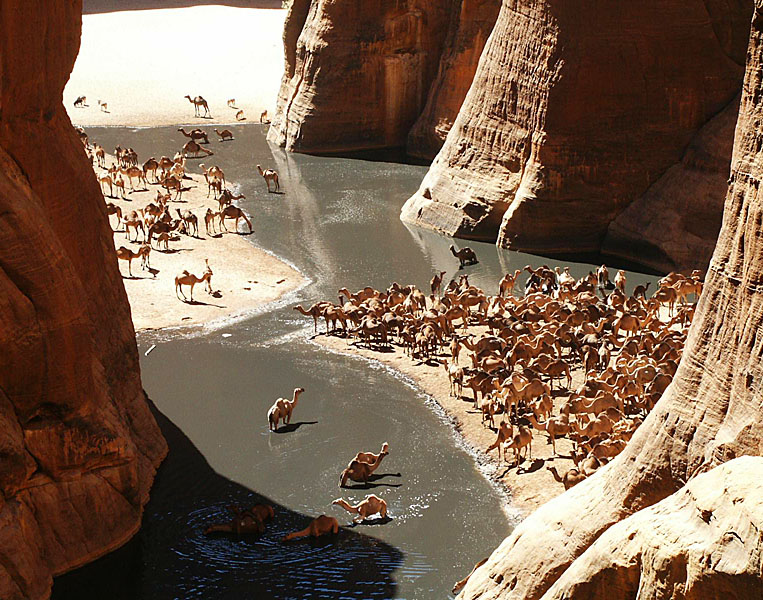
Dromedare im Guelta d’Archei